# Liste der Naturdenkmale in Gutenberg/Nahe
Die Liste der Naturdenkmale in Gutenberg nennt die im Gemeindegebiet von Gutenberg ausgewiesenen Naturdenkmale (Stand 7. März 2024).

## Naturdenkmale
| Nr.         | Bezeichnung    | Lage                                           | Beschreibung                                                               | Bild                                    |
| ----------- | -------------- | ---------------------------------------------- | -------------------------------------------------------------------------- | --------------------------------------- |
| ND-7133-449 | Kadelusenhügel | nördlich des Ortes; Flur St. Ruppertsberg Lage | Vorkommen von Pulsatilla vulgaris („Kadeluse“); flächenhaftes Naturdenkmal | Direkt Bild zu diesem Denkmal hochladen |